# Ister de Cirene
Ister o Istre (en llatí Ister o Istrus, en grec antic Ἴστρος) fou un historiador grec l'origen del qual és incert, ja que se'l fa nascut a Cirene, a algun lloc del Regne de Macedònia o a Pafos, a l'illa de Xipre.
Siebelis pensa que va néixer a Cirene, que era esclau i fou comprat per Cal·límac amb el que va viure a Alexandria, i que després va anar a viure durant un temps a Pafos. Plutarc l'anomena alexandrí. Després de ser esclau de Cal·límac va ser amic seu. Se suposa que va viure en temps de Ptolemeu II Filadelf i va florir vers 250 aC-220 aC.
Va escriure un gran nombre d'obres de les que Suides en dona una llista, totes elles perdudes, però se'n conserven alguns fragments. Les més importants són:
- Ἀτθίς, o τὰ τῆς συναγωγῆς, Ἀττικαὶ συναγωγαί, συναγωγή, o Ἄτακτα. L'obra porta diferents títols, i Eli Harpocració en menciona el setzè llibre.
- Αἱ Ἀπόλλωνος ἐπιφανείαι. Obra que segons Plutarc parla de diversos rituals religiosos.
- Πτολεμαΐς. Es creu que aquesta obra sobre la ciutat egípcia de Ptolemais estava escrita en vers, però no es pot dir del cert. La menciona Ateneu de Naucratis.
- Αἰγυπτίων ἀποικίαι. Sobre les colònies dels egipcis.
- Ἀργολικά. Una història d'Argòlida.
- Ἡλιακά. Obra mencionada per Esteve de Bizanci.
- Συναγωγὴ τῶν Κρητικῶν Δυσιῶν.
- Περὶ ἰδιότητος ἄθλων.
- Μελοποιοί.
- Ὑπομνήματα. Comentaris.
- Ἀττικαὶ λέξεις.[1]